# Полк (округ, Техас)
Округ Полк (англ. Polk county) — округ штата Техас Соединённых Штатов Америки. На 2000 год в нем проживало 41 139 человек. По оценке бюро переписи населения США в 2009 году население округа составляло 46 530 человек. Окружным центром является город Ливингстон.

## История
Округ Полк был одним из первоначальных округов Республики Техас, когда она провозгласила независимость от Мексики в 1836 году. Он был назван в честь Джеймса Нокса Полка, 11-го президента США.

## География
По данным бюро переписи населения США площадь округа Полк составляет 2900 км², из которых 2740 км² — суша, а 160 км² — водная поверхность (4,74 %).

### Основные шоссе
- Шоссе 59
- Шоссе 190
- Шоссе 287
- Автострада 146

### Соседние округа
- Анджелина (север)
- Тайлер (восток)
- Хардин (юго-восток)
- Либерти (юг)
- Сан-Джасинто (юго-запад)
- Тринити (северо-запад)